# Barcenilla (Cantabria)
Barcenilla es una localidad del municipio de Piélagos (Cantabria, España). En el año 2015, la localidad contaba con una población de 390 habitantes (INE). Barcenilla está a una distancia de 4,5 kilómetros de la capital municipal Renedo de Piélagos, y a 20 metros de altitud. El pueblo está compuesto por los barrios de Posadorios, El Pontón, La Portilla, La Iglesia, San Gregorio y Borrabio.
Destaca del lugar el Puente Real de Barcenilla, inventariado en el año 2004. Rafaél Gómez "Tudanca" (1928) y el escultor Mauro Muriedas (1908-1991) nacieron en esta localidad.
Las fiestas del lugar son San Gregorio, que se celebra el 9 de mayo, y San Martín el 11 de noviembre.
- Datos: Q5719482